# Красная стрела (фильм)
«Кра́сная стрела́» — советский художественный фильм 1986 года режиссёров Игоря Шешукова и Искандера Хамраева.
Картина снята в популярном в 1980-х годах жанре производственной драмы, где противостоят друг другу два типа руководителей — новатор и ретроград. При этом, несмотря на разногласия и различие взглядов, противники схожи в одном: каждый из них — настоящий профессионал, преданный своему делу.

## Сюжет
СССР, 1986 год. В Ленинграде на одной из улиц в автобусе возник пожар. Валерий Петрович Кропотов, Директор крупного ленинградского производственного объединения, помогает одной из пассажирок автобуса, подвозит молодую даму на своей служебной машине и настойчиво предлагает познакомиться. Постепенно разворачивается любовный роман 60-летнего Кропотова c разведённой 35-летней Валей, которая сохраняет отношения с отцом её сына Карандиным, инженером производственного объединения Кропотова. Жене и дочери Кропотов не рассказывает ни про свой любовный роман, ни про проблемы на производстве, и не особо вникает в проблемы своей собственной семьи.
Вместе с директором смежного предприятия Савицким на поезде «Красная стрела» Кропотов приезжает по вызову в Москву, в министерство, где узнаёт о возможном слиянии его предприятия с предприятием Савицкого. Желая сохранить самостоятельность, Кропотов обещает заму министра за год ввести в строй высокотехнологичную роботизированную линию. Заручившись поддержкой замминистра, производственное объединение Кропотова начинает работу над проектом. Кропотов требует от своего заместителя Юсова и парторга Антонова начать ударную работу, но работа на старых станках не ладится. На собрании Карандин говорит, что оплата труда не соответствует проекту. Разгневанный Кропотов увольняет бухгалтера. Кропотов приказывает Юсову начать переговоры с заказчиками, только тихо. Самоуверенный Кропотов требует от Юсова и Антонова искать старых послушных рабочих, но не вникает в суть проблемы, а лишь говорит, что всегда и во все времена ценились люди, которые умеют заставить работать других.
В СССР начинается Перестройка. После собрания ленинградского обкома в Смольном Панчин, Юсов и Антонов обсуждают с Кропотовым перестройку работы на новые методы, но Кропотов скептически относится к новым методам управления в промышленности. Противником Кропотова выступает директор смежного предприятия Савицкий. Савицкий говорит, что новые времена требуют новых методов руководства. В Москве решено объединить предприятие Кропотова с предприятием Савицкого и Савицкому предложено стать директором укрупнённого объединения. Коммунист Кропотов не согласен с таким решением, о котором ему рассказал Савицкий. Разгневанный Кропотов опять полагается на свой авторитет, на послушных заместителей и на связи в Москве. Он опять уезжает за поддержкой в Москву на поезде «Красная стрела».

## В ролях
- Кирилл Лавров — Валерий Петрович Кропотов
- Елена Смирнова — Валя
- Андрей Смирнов — Борис Карандин
- Владимир Ерёмин — Савицкий
- Освальдс Берзиньш — Валдис
- Людмила Аринина — Наталья
- Галина Фигловская — Голубева
- Артём Карапетян — Вазген
- Вадим Яковлев — Антонов
- Пётр Шелохонов — Юсов
- Сергей Бехтерев — краснодеревщик-философ
- Александр Вдовин — Алексей Эдуардович Овчинников
- Мария Лаврова — Маша, дочь Кропотова
- Вадим Лобанов — Панчин

## Съёмочная группа
- Автор сценария: Эдгар Дубровский, Александр Ожегов
- Режиссёр: Игорь Шешуков, Искандер Хамраев
- Оператор: Владимир Бурыкин
- Композитор: Вадим Биберган
- Звукорежиссёр: Борис Андреев